# Mailo
Mailo (anciennement Net-C et NetCourrier) est un service français de messagerie web, édité par la SAS Mailo, basée à Saint-Maur-des-Fossés, dans le Val-de-Marne.

## Technique
Cette section ne s'appuie pas, ou pas assez, sur des sources secondaires ou tertiaires indépendantes du sujet. Le texte peut contenir des analyses inexactes ou inédites de sources primaires.
Pour l'améliorer, ajoutez-en, ou placez des modèles {{Source secondaire souhaitée}} ou {{Source secondaire nécessaire}} sur les passages mal sourcés. (décembre 2023)
Mailo utilise la technologie conçue par la société Mail Object. La plateforme propose une messagerie web, la synchronisation via de nombreux protocoles (POP, IMAP, Exchange ActiveSync, etc.), un calendrier, un cloud (appelé disque virtuel) et des albums photo ainsi que des applications pour smartphone (iOS et Android).
La protection contre les virus, le courrier indésirable et l'hameçonnage du service est assurée en partenariat avec Vade Secure. Un filtre heuristique prédictif permet d'arrêter les menaces et de classer les messages non importants. Une désinscription aux bulletins d'information en un clic est également proposée.

## Offre et modèle économique
Mailo a adopté un modèle freemium. Il propose d'une part des boîtes aux lettres gratuites en contrepartie de bannières publicitaires dans la messagerie web. Il commercialise d'autre part, des offres payantes pour les particuliers (pack Premium et packs Cloud), les familles (pack Family) et les professionnels (pack Pro), offres sans publicité bénéficiant de services supplémentaires.
Une version de Mailo adaptée aux enfants, Mailo Junior, permet aux enfants de 6 à 14 ans d'utiliser la messagerie en toute sécurité. La protection s'effectue par validation par les parents des contacts et des messages provenant d'expéditeurs non autorisés.
Outre la messagerie, Mailo permet l'achat de noms de domaine et assure l'hébergement de sites web.

## Positionnement
Mailo se présente comme protecteur des données personnelles de ses utilisateurs. Toutes les données sont stockées sur des serveurs situés en France, chez Écritel.

## Historique
En 1998, Pascal Voyat et Philippe Lenoir créent Francemail, service de messagerie francophone, accessible par Internet, Minitel et téléphone, qu'ils renomment l'année suivante FranceMel. En 1999, le service est acheté par le Groupe Lagardère qui le renomme NetCourrier. En 2007, les deux fondateurs, par l'intermédiaire de la société Mail Object, achètent le service NetCourrier au Groupe Lagardère.
En 2008, NetCourrier ouvre une messagerie Web 2.0 sur la base de la technique dénommée MailObject. Il lance en 2010 des services adaptés aux enfants et à la famille : NetCourrier Enfants et NetCourrier Family, rebaptisés depuis Mailo Junior et Mailo Family.
En 2012, NetCourrier est rebaptisé Net-C. Net-C regroupe alors net-c.com, netcourrier.com, netcmail.com, netc.eu, netc.fr, francemel.fr ainsi que d'autres noms de domaine. En 2015, Net-C agrège les messageries grand public d'Alinto : lavache.com, emailasso.net, inmano.com, brusseler.com. 
En 2019, Net-C reprend la messagerie libre et gratuite Mailoo.org.
En 2019 toujours, Net-C est renommé Mailo. Le service reste le même mais avec une nouvelle interface.

## Net-C et Voila.fr
En 2015, quand Orange annonce la fermeture de sa messagerie Voila, Mailo (qui s'appelle alors Net-C) propose de reprendre les 500 000 adresses électroniques @voila.fr actives pour assurer la continuité du service. Malgré la mobilisation d'une association d'utilisateurs et une pétition d'utilisateurs, Orange refuse cette solution de sauvegarde.